# Істопний
Істо́пний (рос. Истопный) — селище у складі Грязовецького району Вологодської області, Росія. Входить до складу Вохтозького міського поселення.

## Населення
Населення — 73 особи (2010; 120 у 2002).
Національний склад (станом на 2002 рік):
- росіяни — 100 %